# Per vivere un grande amore
Toquinho e Vinícius è un album di Toquinho e Vinícius de Moraes, pubblicato dalla Philips nel 1974.

## Tracce
Lato A
1. Per vivere un grande amore (Para viver um grande amor) - 4:29
2. L'amore degli uomini (inizio), (poética)  - 1:02
3. L'apprendista poeta,   - 3:01
4. L'amore degli uomini (cont. 1), (poética)  - 1:15
5. Una casetta e una donna, (No colo da serra) - 2:16
6. L'amore degli uomini (cont. 2), (poética)  - 0:50
7. Fiore della notte,   (Flor da noite) - 2:08
8. La disperazione della pieta' (Framm. 1), (poética)- 1:02
9. Bella Maria, (Maria vai com as outras)  - 2:42

Lato B
1. La disperazione della pieta' (Framm. 2),(poética) - 0:16
2. Il blues di Emmett 	, (Blues para Emmett)  - 2:37
3. L'amore degli uomini (cont. 3), (poética)  - 2:04
4. Io non sono mica nato ieri, (Eu não tenho nada a ver com isso)  - 2:32
5. L'amore degli uomini (cont. 4), (poética)  -1:08
6. La Terra Promessa ,  (A terra prometida) - 1:43
7. La disperazione della pieta' (Framm. finale),(poética) - 0:25
8. Testamento,   - 4:28

## Crediti

### Autori dei brani
- Ruggero Jacobbi (tracks: 8, 10, 16)
- Sergio Bardotti,(tracks: 1-7, 9, 11-15, 17)
- Toquinho e Vinícius de Moraes (tracks: 1, 3, 5, 7, 9, 11, 13, 15, 17),

## Arrangiamenti
- Luis Bacalov